# آي تربل إي 1076
يحدد معيار آي تربل إي 1076 لغة توصيف العتاد في إتش دي إل للدوائر الإلكترونية عالية السرعة. تم تطوير البروتوكول بواسطة CLSI للقوات الجوية للولايات المتحدة في عام 1983. خضعت اللغة للعديد من المراجعات ولديها العديد من المعايير الفرعية المرتبطة بها والتي تعمل على توسيع نطاقها بشكل كبير.
آي تربل إي 1076 كان ولا يزال علامة فارقة في تصميم الأنظمة الإلكترونية.

## التنقيحات
- 1076-1987 أول مراجعة موحدة للإصدار 7.2 للغة من القوات الجوية للولايات المتحدة.
- 1076-1993 (ردمك 1-55937-376-8) تحسينات كبيرة ناتجة عن عدة سنوات من التعليقات. ربما يكون الإصدار الأكثر استخدامًا على نطاق واسع.
- 1076-2000 مراجعة طفيفة. يتم ذلك بشكل أساسي لتلبية متطلبات معهد مهندسي الكهرباء والإلكترونيات التي تقضي بمعالجة المعايير كل خمس سنوات لمعرفة ما إذا كانت لا تزال ذات صلة.
- 1076-200x الاسم الذي يطلق على العمل المستقبلي على المعيار الجاري اعتبارًا من عام 2004.